# アメリカ合衆国サッカー連盟
アメリカ合衆国サッカー連盟（アメリカがっしゅうこくサッカーれんめい、英: United States Soccer Federation）は、アメリカ合衆国のサッカー組織。略称はUSSF。

## 歴史
USSFは1913年にUSFA（United States Football Association）として設立。その後、アメリカンフットボールとの配慮から現在の名称となった。本部はイリノイ州シカゴに置く。また、ロサンゼルス郊外にナショナルトレーニングセンターも構えている。

## 主な組織チーム
- サッカーアメリカ合衆国代表
- サッカーアメリカ合衆国女子代表
- U-23サッカーアメリカ合衆国代表
- U-20サッカーアメリカ合衆国代表
- U-17サッカーアメリカ合衆国代表
- U-21サッカーアメリカ合衆国女子代表

## 主催大会
- シービリーブスカップ
- USオープンカップ